# Phare d'Active Pass
Le phare d'Active Pass (ou phare de Georgina Point ou phare de l'île Mayne) est un phare situé dans le détroit d'Active (en) séparant l'île Mayne et l'île Galiano sur la côte sud-est de l'île de Vancouver, dans le district régional de la Capitale (province de la Colombie-Britannique), au Canada.
Ce phare est géré par la Garde côtière canadienne .
Ce phare patrimonial  est répertorié par la loi sur la protection des phares patrimoniaux (en)  en date du 20 décembre 2013.

## Histoire
Le premier phare a été construit en 1885 sur Georgina Point, la pointe nord de l'île Mayne. C'était une tour carrée de près de 13 m sur une maison en bois. Il a été mis en service le 10 juin 1885. Il a reçu une cloche de brouillard, à l'origine, qui a été remplacé par une corne de brume installée en 1892 dans un autre bâtiment.
Le phare d'origine a été remplacé en 1940 par un logement carré de gardien surmonté d'une lanterne. En 1969, une tour en béton a été construite et la maison du gardien sauvegardée.

## Description
Le phare actuel, datant de 1969, est une tour cylindrique blanche, avec une galerie et une lanterne  rouge, de 11 m de haut. Il émet, à une hauteur focale de 17,5 m, un éclat blanc toutes les 10 secondes. Sa portée nominale est de 17 milles nautiques (environ 31 km).
La station est sur la réserve de parc national des Îles-Gulf . Le dernier gardien a quitté le site en 1997 et la maison transférée au parc national.
Identifiant : ARLHS : CAN-002 - Amirauté : G-5360 - NGA : 13480 - GCC : 0275.
|            |
| Îles Gulf. |

|                 |
| Georgina Point. |

|                          |
| Le phare et le bâtiment. |

### Lien connexe
- Liste des phares de la Colombie-Britannique